# Clelia equatoriana
Clelia equatoriana är en ormart som beskrevs av Amaral 1924. Clelia equatoriana ingår i släktet Clelia och familjen snokar. Inga underarter finns listade i Catalogue of Life.
Ormens fjäll har på ovansidan gul-rosa och svarta fläckar. i ansiktet finns gulvita strimmor.
Arten förekommer i södra Central- och norra Sydamerika från Costa Rica till Ecuador och Peru. Honor lägger ägg. Ormen har flera från varandra skilda populationer i Anderna mellan 800 och 2200 meter över havet. Exemplaren vistas i fuktiga bergsskogar och de besöker odlingsmark samt samhällen. Fler individer som solbadar på vägar blir överkörda.
Beståndet påverkas av landskapsförändringar. Några exemplar dödas av personer som inte vill ha ormar vid sin bostad. Hela populationen anses vara stor. IUCN listar arten som livskraftig (LC).